# آدام لمبرگ
آدام لمبرگ (انگلیسی: Adam Lamberg؛ زادهٔ ۱۴ سپتامبر ۱۹۸۴) بازیگر اهل ایالات متحده آمریکا است. وی بین سال‌های ۱۹۹۶ تا ۲۰۰۸ میلادی فعالیت می‌کرد.
از فیلم‌ها یا مجموعه‌های تلویزیونی که وی در آن‌ها نقش داشته‌است، می‌توان به سریال لیزی مک‌گوایر ، فیلم لیزی مک‌گوایر و حرکت بزرگ مکس کیبل اشاره نمود.